# Ti-csün
Ti-csün (Dijun) (magyarul: Csün (Jun) császár) legfőbb istenség az ókori kínai mitológiában, akinek alakját a Csou (Zhou)-dinasztia első századaiban összevonták Ku császár alakjával.

## Alakja, legendái

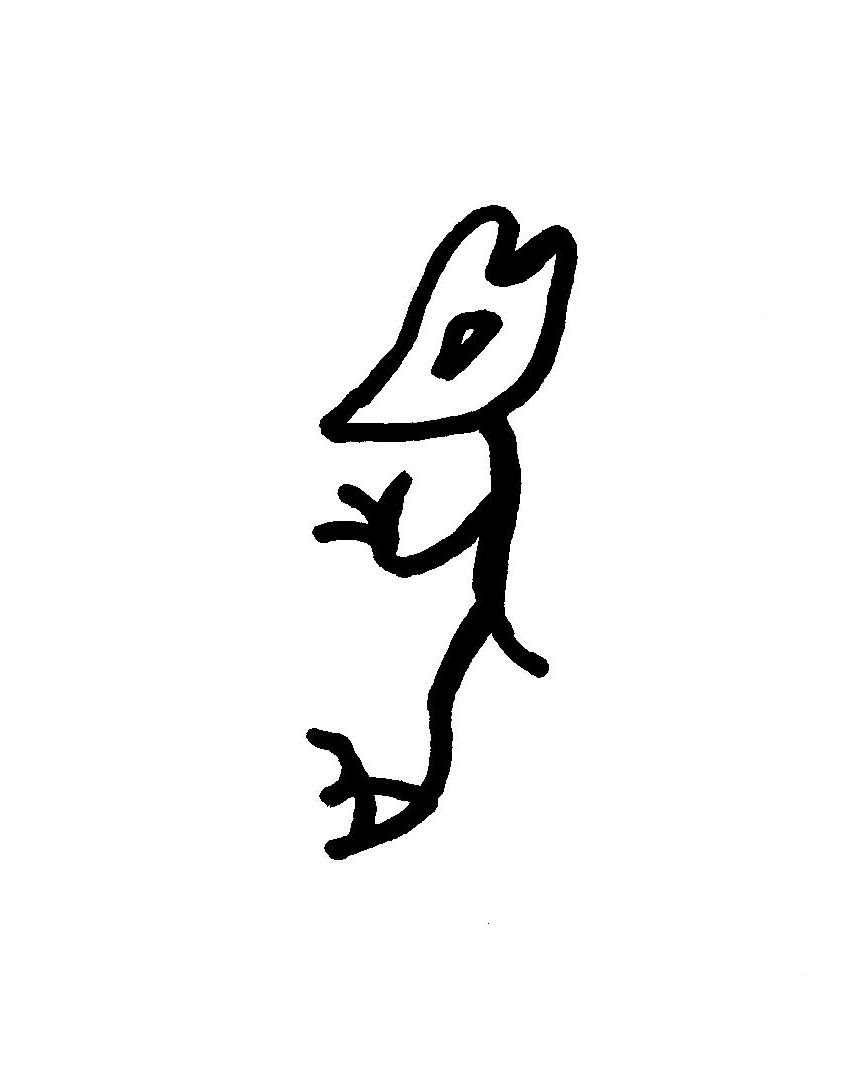
A jóslócsont-feliratokon található, a Sang (Shang) királyok ősének tekintett Csün (Jun) 俊 nevének képjele.

A Sang-Jin (Shang-Yin)-dinasztia idejéből származó jóslócsont-feliratokon Csün (Jun) 俊 nevét (jelentése: „ősatya”, „parancsoló”, „uralkodó”)[forrás?] egy olyan piktogrammal írták, amely egyes tudósok (pl. Kuo Mo-zso (Guo Moruo); 1892–1978) szerint emberszabású majmot ábrázol, míg mások inkább valamiféle madárfejű embertestű lényt látnak benne. Yuan Ko (Yuan Ke) 袁珂  (1916–2001), kínai mítoszkutató szerint a piktogram egy olyan egylábú lényt ábrázol, akinek farkokkal rendelkező majomtestén, szarvakat viselő madárfeje van és bottal jár.
Amikor a csou (zhou) törzsek az i. e. 11. században kiszorították a jin (yin)eket, és megalapították saját uralkodóházukat, az egykori isteneket fokozatosan felváltották a sajátjaikkal. Így vette át Sang-ti (Shangdi) szerepét a Tien (Tian), és Csün (Jun)t vagy Ti-csün (Dijun)t pedig felváltotta a Sárga Császár
A Hegyek és vizek könyve szerint Ti-csün (Dijun) az égből ereszkedett alá a földre, ahol az áldozati oltárra vigyázó ötszínű madarakkal barátkozott. A legenda szerint három felesége volt: Hszi-ho (Xihe), aki tíz Nap-fiat szült neki, Csang-hszi (Changxi), aki tizenkét Hold-leányt szült neki, és O-huang (Ehuang), a háromtestűek országának ősanyja.
Számos legenda létezik Ti-csün (Dijun) utódairól, akiknek mindenféle tárgyak eszközök és számos legendás ország megalapítását tulajdonítják.